# Шершень східний
Шершень східний (Vespa orientalis) — вид ос родини Vespidae. Самиці мають розмір 25-30 мм, самці і робітники дрібніші. Антени чоловічих особин складаються з 13 сегментів, жіночих — завжди з 12. Гніздяться в землі. Єдиний вид шершнів, який виносить сухий клімат.

## Поширення
Живе в напівсухих субтропіках Азії, на півдні Європи, також мешкає в Північній Африці і на берегах Аденської затоки. Східний шершень поширений в південній Європі (Італія, Мальта, Албанія, Румунія, Греція, Болгарія, Кіпр), в північній Африці (Алжир, Сомалі), в Азії (Туреччина, Афганістан, Іран, Пакистан, Оман, Росія, Туркменістан, Узбекистан, Таджикистан, Індія, Непал, Китай). Інтродукований на Мадагаскар.

## Використання сонячної енергії
Вчені Ізраїлю та Великої Британії в процесі дослідження виявили на тілі шершня пігменти кутикули, які й перетворюють енергію сонця в електрику.
Те, що східний шершень (Vespa orientalis) виробляє енергію за допомогою екзоскелета, спало на думку Меріан Плоткін (Marian Plotkin) та її колегам з університету Тель-Авіва (Tel-Aviv University) вже досить давно. Колишній науковий керівник Меріан, Яків Ішай (Jacob Ishay), цілком випадково виявив, що ці комахи надзвичайно активні в найбільш сонячні дні. А це взагалі-то шершням не властиво.
Ентомологи протягом багатьох років досліджували екзоскелет комахи і в результаті встановили, що в темній частині черевця міститься значна кількість меланіну, а в світлій наявний ксантоптерин (xanthopterin). Результати структурного аналізу показують, що поверхня екзоскелета комахи вкрита безліччю борозенок та горбиків. Такий своєрідний «гребінець» дозволяє направити більше світла у внутрішні шари.
Гребінчаста поверхня тіла комахи дозволяє переробляти енергію сонця.
Зовсім недавно вчені з'ясували, що обидва пігменти беруть участь в процесі перетворення енергії сонячного світла. Ентомологи відзначають, що порівняно невелика кількість світла, яке потрапляє на поверхню тіла шершня, відбивається назад у зовнішнє середовище.
Однак залишається нез'ясованим, як саме шершні використовують це додаткове живлення і для чого воно їм потрібне. Адже ксантоптерин «поглинає» лише 0,335% енергії, яка надходить (для порівняння: ефективність середньої сонячної батареї становить 10-20%).
Однак деякі припущення з цього приводу все ж таки існують. Того року група вчених на чолі з Плоткін з'ясувала, що ферменти жовтої частини кутикули відіграють роль, чимось схожу функції печінки ссавців. Опромінення шершнів ультрафіолетом призводить до активізації роботи цих речовин. Можливо, випромінювання сонця стимулює та живить реакції, в яких беруть участь ферменти.

## Значення
Відловлюючи медоносних бджіл, завдають шкоди бджільництву.

## Вороги
Єдиним видом, що поїдають східних шершнів є бджолоїдка звичайна.